# Челябинский зоопарк

Вход в Челябинский зоопарк

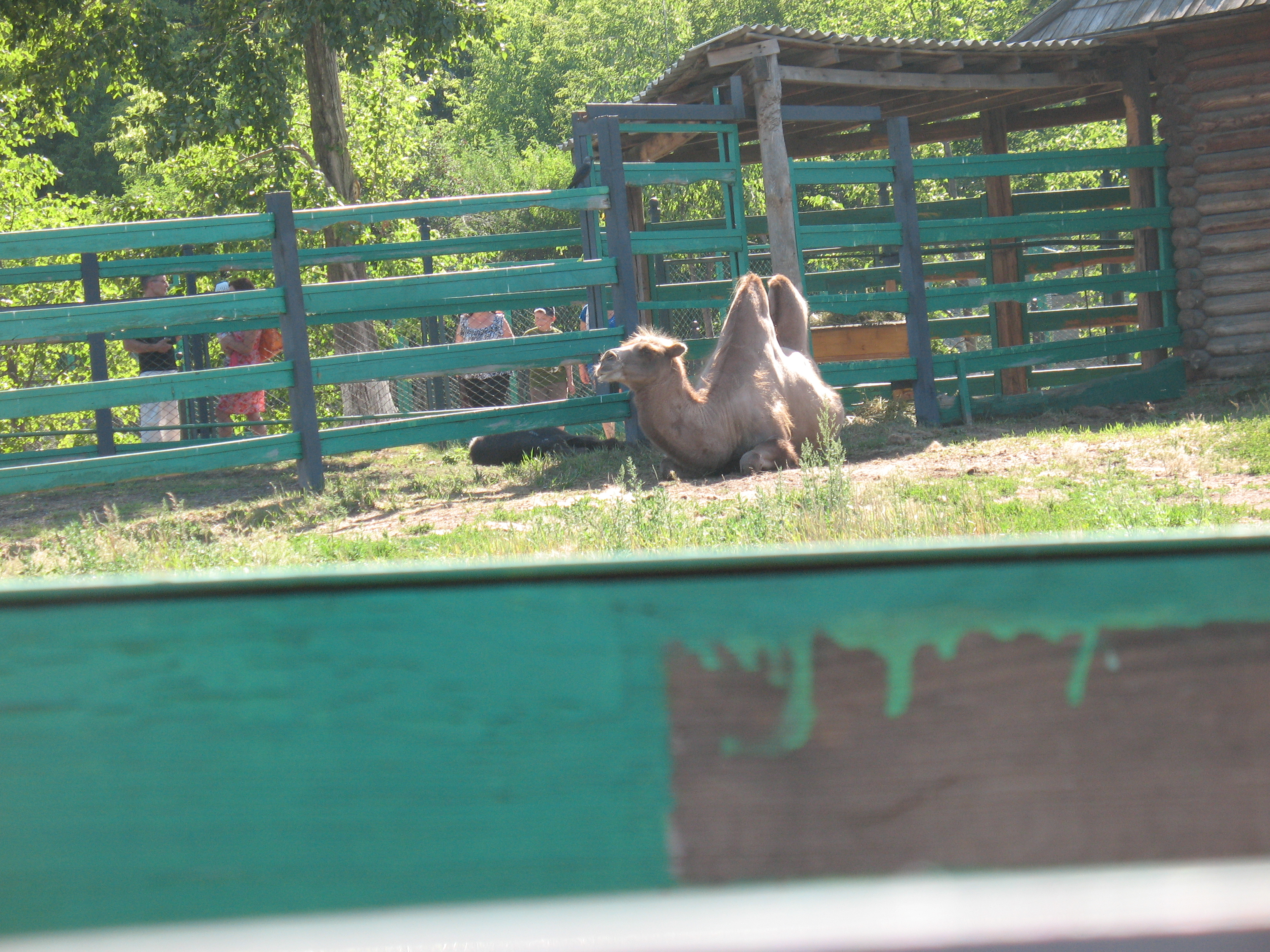

Челя́бинский зоопа́рк — зоологический парк, расположенный в центральном районе Челябинска. На площади в 8 гектаров обитают более 133 видов животных, из которых более 85 внесены в Красную книгу. Зоопарк участвует в международных программах по сохранению исчезающих видов животных. В зоопарке регулярно проводятся экскурсионные программы, лекции, выставки и праздничные мероприятия.

## История
Зоопарк основан зимой 1992 года, когда предприниматели Хаевский М. А. и Ткачёв В. И. приняли решение об организации зоопарка в Челябинске впервые за всю историю города. Такое предприятие требовало больших капиталовложений. В дальнейшем, в связи с финансовыми затруднениями, было принято решение об объединении усилий с муниципалитетом. Мэр города Тарасов В. М. первоначально поддерживал идею совместного предприятия ЧИП «Марк» и муниципалитета. При этом было выдано письмо о выделении 140 миллионов рублей на его развитие. Однако в дальнейшем эти обещания так и не были исполнены.
Создание зоологического парка было новым и трудным делом. Первоначальную коллекцию пополняли животные, предназначенные для отстрела, по большей части ставшие ненужными после распада СоюзЦирка. Посильную помощь в создании парка прилагали многие люди, общественные организации и банки. Особый вклад в становление нового предприятия внесли работники РосЦирка, дрессировщики: Ольга Борисова, Ирина Адаскина, Леонид Сломинский, Вальтер Запашный и др. Не остались в стороне и жители Челябинска: Семён Окс, Валентин Шмидт, Александр Скрипов и др.
Официальное открытие Муниципального учреждения культуры «Зоопарк» состоялось 13 сентября 1996 г. Именно с этого времени началось активное строительство и развитие зоопарка. К этому времени зоопарк уже насчитывал 100 экземпляров животных и 25 видов птиц.
В 1996 году были построены: здание корпуса хищников, вольер для лам и верблюдов, конюшня с прилегающими к ней вольерами, входная зона. 
За весь период существования зоопарка строительство новых объектов велось постоянно: «Детский контактный зоопарк» (1997), вольер для бизонов (1998), медвежатник (1999), кафе «У камина» (1999), здание Администрации (2001), павильон хищных птиц (2003), вольеры для оленей и маралов (2005), завершено ограждение территории (2005), Музей (2006), вольеры для амурских тигров (2006), открыта экспозиция «Тропический мир» (2008), вольеры — аквариумы для мелких приматов и декоративных птиц (2009), реконструкция и расширение «Детского контактного зоопарка» с устройством «Городка морских свинок» (2010), вольер для волков и вольер для гепарда (2012), вольер для харз (2013), четыре вольера для мелких хищников (2014), парк динозавров «Затерянный мир» (2015 г.), автопарковка у парка динозавров (2015), увеличение экспонатов парка динозавров «Затерянный мир» (2016), работа по созданию экспозиции «Экзотариум» (2015). В настоящий момент ведется работа по подготовке проектно-сметной документации для вольера рыси, снежного барса и вольера копытных животных на неосвоенной территории зоопарка. Улучшались условия содержания животных, которые осваивали «новые квартиры», улучшались также условия отдыха горожан: переоборудованы точки питания, работают аттракционы для маленьких детей, создаются тенистые места, ведется благоустройство и озеленение территории.
За всё время деятельности зоопарк в несколько раз увеличил коллекцию содержащихся животных — от 15 — 20 экземпляров при основании до 443 (133 вида) на сегодняшний день. За годы работы у сотрудников накоплен достаточно большой опыт содержания и разведения различных видов животных, зачастую редко размножающихся в неволе (шимпанзе, уссурийская харза, пака). 
Также немаловажным моментом является открытие Детского контактного зоопарка. Подобная площадка впервые в России была создана в 1997 году именно в Челябинском зоопарке. В дальнейшем по обмену опытом приезжали сотрудники из других зоопарков страны, и постепенно аналогичные экспозиции стали развиваться в других городах.
В зоопарке с 2004 г. работает единственный в городе по своему экологическому направлению Клуб Юных Биологов Зоопарка «Багира», где школьники со всего города занимаются научной работой, наблюдают за животными, помогают сотрудникам зоопарка ухаживать за животными. Все это оказывает огромное воспитательное воздействие на подрастающие поколение.
В 2008 году открыта экспозиция «Тропический мир», включающая в себя экспозицию с ленивцами, паками, броненосцами, красными лемурами, златогривым тамарином.
На конец 2016 года коллекция животных Челябинского зоопарка насчитывала 443 особи. По сравнению с 2015 г., видовое разнообразие коллекции осталось прежним −133 вида. Среди наиболее редко размножающихся животных это — северный олень, кинкажу, тамарины, впервые в зоопарке родился саймири.
В 2016 г. были претворены в жизнь некоторые проекты, направленные на развитие зоопарка.
— открытие павильона «Экзотариум»;
— открытие парка Динозавров «Затерянный мир».

## Факты
- Челябинский зоопарк состоит Евро-Азиатской ассоциации зоопарков и аквариумов, насчитывающей на сегодняшний день 54 зоопарка, по дате создания — второй.
- Ежегодно зоопарк посещают около 500 000 человек.
- Зоопарк является одним из самых молодых в мире.
- Челябинский зоопарк уже с первых лет существование вступил в Международную программу сохранения исчезающего подвида — амурского тигра, за весь период было получено 15 тигрят; почти все они были переданы в другие зоопарки для содержания и дальнейшего разведения. Ценность коллекции состоит в том, что в зоопарке содержатся краснокнижные виды животных: 100 видов, внесенных в Международную Красную Книгу; 15 видов, внесенных в Красную Книгу России; 14 видов, внесенных в Красную книгу Челябинской области.
- Челябинский зоопарк уже с первых лет основания вступил в Международную программу сохранения исчезающего подвида — амурского тигра, за весь период было получено 15 тигрят; почти все они были переданы в другие зоопарки для содержания и дальнейшего разведения. Ценность коллекции состоит в том, что в зоопарке содержатся краснокнижные виды животных: 100 видов, внесенных в Международную Красную Книгу; 15 видов, внесенных в Красную Книгу России; 14 видов, внесенных в Красную книгу Челябинской области.

## Экспозиции
- Медведи
- Хищные птицы
- Тропический мир
- Мелкие хищники Урало-Сибирского региона
- Большие кошки
- Приматы
- Домашние и копытные животные
- Детский контактный зоопарк
- Экзотариум

## Представленные виды
Всего: 135 видов, 429 экземпляров животных